# Зикте
Зикте (њем. Sickte) општина је у њемачкој савезној држави Доња Саксонија. Једно је од 37 општинских средишта округа Волфенбител. Према процјени из 2010. у општини је живјело 5.759 становника. Посједује регионалну шифру (AGS) 3158030.

## Географски и демографски подаци
Зикте се налази у савезној држави Доња Саксонија у округу Волфенбител. Општина се налази на надморској висини од 94 метра. Површина општине износи 25,3 km². У самом мјесту је, према процјени из 2010. године, живјело 5.759 становника. Просјечна густина становништва износи 228 становника/km².

## Међународна сарадња
| Мјесто | Држава | Врста сарадње | Од    |
| ------ | ------ | ------------- | ----- |
|        | Пољска | партнерство   | 1996. |
| Извор  |        |               |       |